# 嗅球類
嗅球類（学名：Olfactores）是脊索動物門的其中一個演化支。嗅球類下屬包含了兩個亞門，分別是被囊動物亞門以及脊椎動物亞門。嗅球類動物佔了絕大多數屬於脊索動物門下的生物。

## 歷史演變
長久而來，頭索動物亞門一直被认为是有头动物(即脊椎动物亚门)的姊妹群。。然而，自2006年以来，科學家透過大量數據的收集及分析推翻了上面的結論，並認為嗅球類是一個独立的演化支。
其學名（Olfactores）則來自拉丁語中的 「olfactus」，意思則與作出聞的動作相近。其和頭索動物亞門的差異主要在於頭索動物亞門缺少獨立的呼吸系統以及專門的感知器官。